# Umskiptar
Umskiptar (altnordisch ‚Verwandlung‘) ist das neunte Studioalbum des Extreme-Metal-Projekts Burzum, veröffentlicht am 21. Mai 2012 bei Byelobog Productions.

## Entstehung
Das Album wurde Ende 2011 wie seine Vorgänger in Eirik Hundvins Grieghallen Lydstudios in Bergen aufgenommen. Hundvin war als Toningenieur an den Aufnahmen beteiligt. Varg Vikernes selbst produzierte das Album und war für alle Instrumente sowie den gesamten Gesang verantwortlich.
Zwei Monate vor der offiziellen Veröffentlichung wurde das Album geleakt, angeblich weil sein ehemaliger PR-Agent Promo-CDs an ein „linksextremes“ Magazin geschickt hatte. Nach Varg Vikernes’ Ausführungen war ein Schwede für den Leak verantwortlich.
Das Album wurde in der CD-Version sowohl als Jewelcase als auch als Digipak veröffentlicht. Der Vertrieb in Europa wurde von Vikernes’ eigenem Label Byelobog Productions (im Vertrieb von Plastic Head) veröffentlicht. Die US-Version stammt von Candlelight Records. Auf Vinyl existieren insgesamt drei Versionen des Albums, alle als Doppel-LP. Sie unterscheiden sich durch die Farbe des Vinyls und die Beilagen. Die LP-Versionen erschienen über das britische Label Back on Black.

## Titelliste
1. Blóðstokkinn – 1:10
2. Jóln – 5:46
3. Alfadanz – 9:18
4. Hit Helga Tré – 6:47
5. Æra – 3:54
6. Heiðr – 2:57
7. Valgaldr – 7:57
8. Galgviðr – 7:12
9. Surtr Sunnan – 4:11
10. Gullaldr – 10:14
11. Níðhöggr – 4:59

## Musikstil und Konzept
Varg Vikernes bezeichnete das Album als „Scaldic Metal“, auch um sich einer Bezeichnung als Black Metal zu entziehen, wie seine Musik von Seiten seiner Fans und Kritiker immer wieder umschrieben wird. Vikernes distanziert sich seit den 1990er-Jahren vom Black Metal und der dazugehörigen Szene.
Der Albumtitel ist norwegisch für ‚Metamorphose‘. Die Texte des Albums wurden einem Gedicht des nordischen Mittelalters mit dem Namen Völuspá (dt. ‚Weissagung der Seherin‘), entnommen und sind in Altnorwegisch. Auf dem Album gibt Vikernes das 66-strophige Gedicht innerhalb von elf Liedern wieder, wobei er auf Elemente des Black Metals, des Heavy Metals, aber auch des Post-Rocks oder die Ambient-Klänge der Alben Hliðskjálf und Dauði Baldrs zurückgreift. Vikernes’ musikalische Umsetzung des Gedichts basiert auf einer eigenen Interpretation des Gedichts, die er auch in seinem Buch Sorcery and Religion in Ancient Scandinavia darlegte.
Das Album ist vor allem geprägt von schweren, langsamen Doom-Metal-Riffs. Vikernes’ Gesang ist auf Norwegisch und meist klar verständlich. Einige Male ist er als Flüstern dargestellt oder im Bariton gehalten. Auch sein gutturaler Gesang, bekannt von Belus, ist zu hören, ebenso sind einige Strophen als Rezitativ umgesetzt. Einige der Lieder sind mit Klangeffekten unterlegt, so zum Beispiel Feldgeräusche, Bassdrum und eine Trompete mit Rückkopplung, um eine Art Schlacht zu simulieren, bei Níðhöggr.
Vikernes beschrieb dieses Album als einen Weg zurück zu den Wurzeln, bei dem die Priorität auf Atmosphäre und auf Ganzheitlichkeit gelegt wurde. Für ihn drückt es ein europäisches, heidnisches Konzept des Wandels aus, das von einer drohenden neuen Eiszeit. Zudem sei das Album eine Kritik an den derzeitigen politischen Bewegungen.

## Rezeption
Aufgrund der offenen rechtsextremen Haltung des Musikers, die er in zahlreichen Pamphleten und Aufrufen nach außen trägt, wurde sein Album von der etablierten Presse weitestgehend ignoriert. Dagegen gab es im Internet vereinzelt Rezensionen, die von wohlwollend bis negativ reichten.
Grayson Currin von Pitchfork Media kritisierte das Album wegen der fehlenden Struktur und Richtung. Obwohl es einige interessante musikalische Elemente gäbe, sei das Album doch überflüssig und Zeichen einer Demontage seiner Band. Das Album sei schlicht langweilig und unspektakulär.
Rüdiger Stehle von Powermetal.de dagegen bezeichnet das Album als ein „mit viel Liebe zum Detail gestaltetes Konzeptwerk, das allerdings etwas distanziert wirkt.“
Fafnir vom Alternative-Music-Webzine Terrorverlag bezeichnete das Album als eine Mischung aus den verschiedenen Schaffensphasen Varg Vikernes:

„BURZUM beweist ein weiteres Mal, wie man mit den einfachsten und grundlegendsten Mitteln Songs voller Inbrunst, Atmosphäre, Tiefgang und roher Grundstimmung kreiert. So findet man auch auf ‚Umskiptar‘ sowohl Verweise auf die rohen Anfangszeiten als auch auf die späteren, in die Ambient-Richtung schielenden Alben. Dabei lotet Vikernes allerdings keine dieser einzelnen Extreme aus, sondern scheint nun seinen Stil gefunden zu haben, in dem sowohl die Wurzeln des Black Metals deutlich zu vernehmen, aber auch die Ambient-Facetten ihren gleichwertigen Platz eingenommen haben.“